# Brigitte Macron
Brigitte Marie-Claude Macron (Amiens, 13 de abril de 1953) é uma ex-professora francesa e esposa do 25.° presidente da França e co-príncipe de Andorra, Emmanuel Macron, sendo atualmente a primeira-dama da República Francesa.
Em 2015, para ajudar seu marido em sua candidatura à presidência, encerrou sua carreira como professora de literatura do Lycée Saint-Louis-de-Gonzague, uma prestigiada escola de elite em Paris.

## Início da vida e educação
Brigitte Macron nasceu chamando-se Brigitte Marie-Claude Trogneux em Amiens, França. É filha de Simone (1910-1998) e Jean Trogneux (1909-1994), antigos donos da Chocolaterie Trogneux, fundada em 1872 em Amiens. Seus pais tiveram seis filhos, sendo ela a mais nova.

## Carreira
Brigitte ensinou francês e latim em La Providence, um colégio jesuíta em Amiens. Foi nesta escola que ela e Emmanuel Macron se conheceram. Macron frequentava suas aulas de literatura e ela era responsável pela aula de teatro que ele frequentava. O romance não era típico, uma vez que ela tinha 24 anos e 8 meses a mais, e Macron descreveu-o como "um amor frequentemente clandestino, muitas vezes escondido, incompreendido por muitos antes de se impor."

## Política
Em 1989, Brigitte concorreu para um assento no conselho municipal de Truchtersheim, mas perdeu a eleição. Foi sua única candidatura a um cargo eletivo.
Brigitte desempenhou um papel ativo na campanha do marido. Um alto conselheiro afirmou: "sua presença é essencial para ele." De acordo com a Bloomberg, era "uma das poucas pessoas que ele [Macron] confia." Após ser eleito presidente, Macron declarou sobre sua esposa: "terá o papel que ela sempre teve comigo, ela não será escondida."
A 27 de fevereiro de 2025, foi agraciada com o grau de Grã-Cruz da Ordem do Infante D. Henrique, de Portugal.

## Vida pessoal
Em 22 de junho de 1974, Brigitte casou-se com o banqueiro André-Louis Auzière, com quem teve três filhos. Ela se divorciou de Auzière em 2006 e casou-se com Macron em 2007.
Em 2021, ela anunciou que processaria um site de extrema-direita por espalhar a informação falsa de que ela seria transexual.